# Nationalmuseum von Bardo

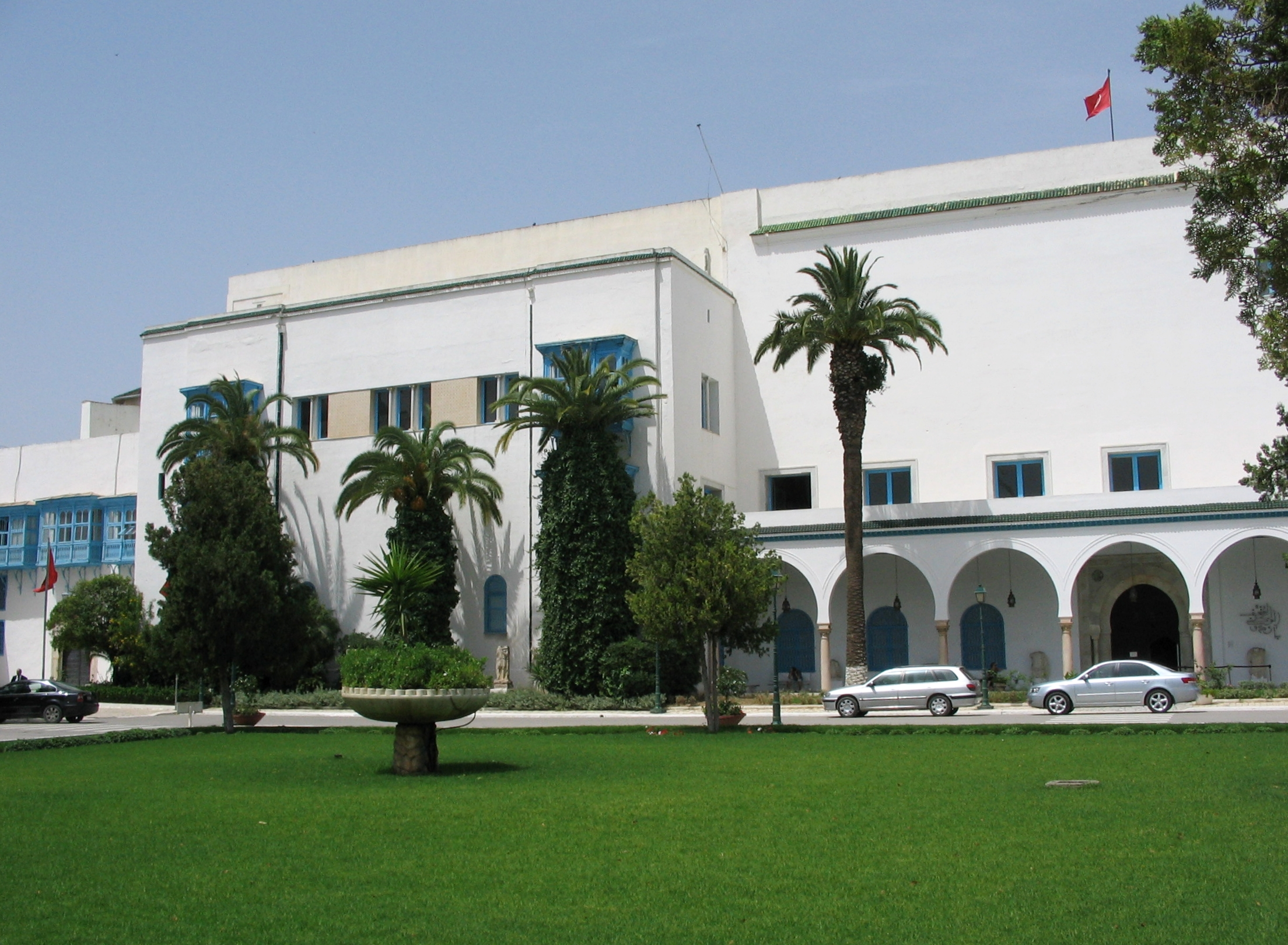
Nationalmuseum von Bardo

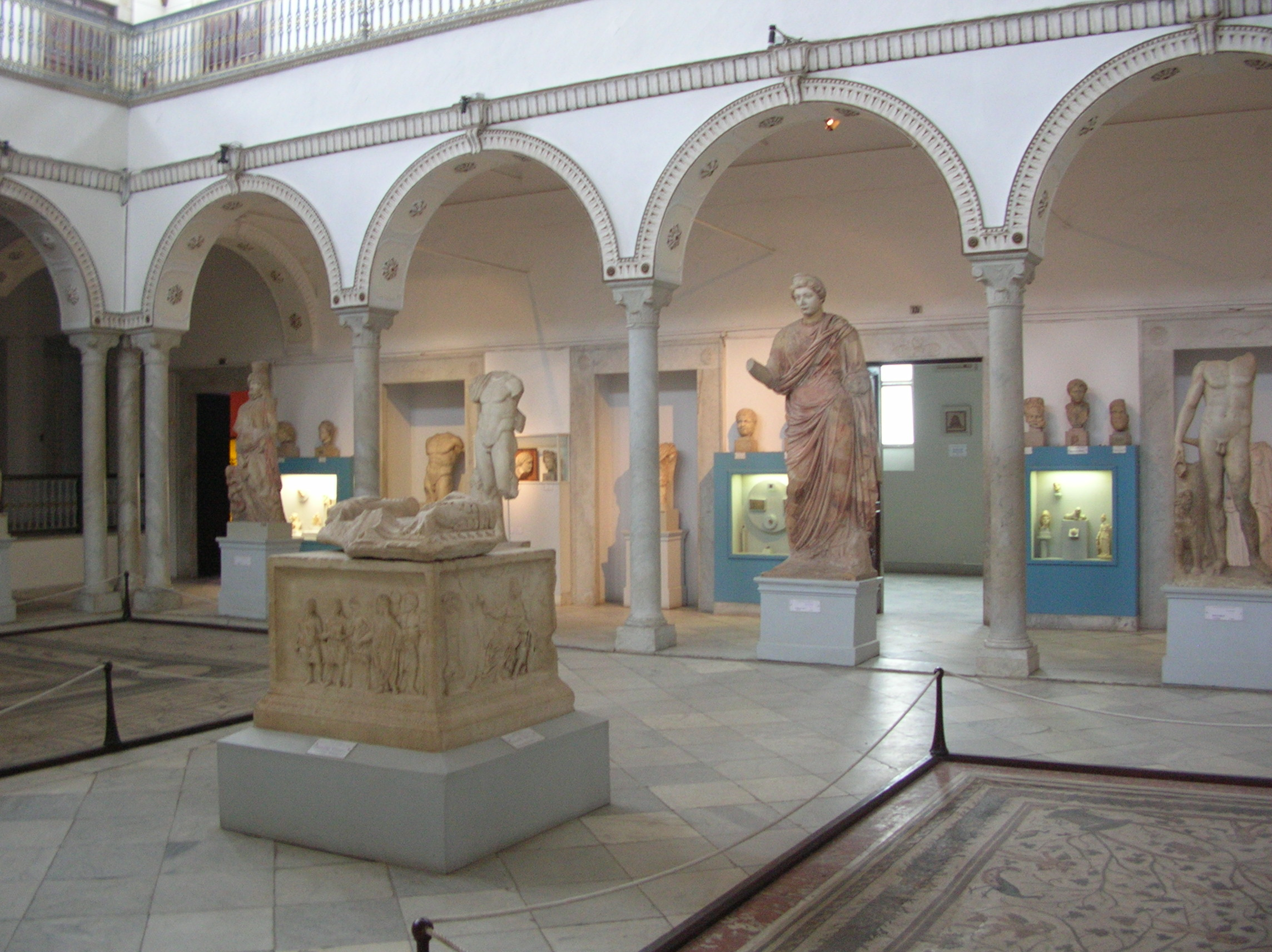
Ausstellungsraum des Nationalmuseums von Bardo

Das Nationalmuseum von Bardo (französisch: Musée national du Bardo, arabisch المتحف الوطني بباردو, DMG al-Matḥaf al-Waṭanī bi-Bārdū) ist – noch vor dem Archäologischen Museum von Sousse – das größte archäologische Museum Tunesiens. Es liegt rund 4 km westlich des Stadtzentrums von Tunis im Stadtteil Le Bardo und besitzt neben dem 2011 in der Türkei eröffneten Zeugma-Mosaik-Museum die weltweit bedeutendste Sammlung römischer Mosaiken.
Neben dem Ägyptischen Museum in Kairo ist das Bardo-Museum das bedeutendste archäologische Museum Nordafrikas. 

## Geschichte

### Gründung und Namensgebung
Das Museum ist vorwiegend in den weitläufigen Räumlichkeiten des ehemaligen Harems des Bardo-Palastes untergebracht und wurde während der französischen Protektoratszeit am 7. Mai 1888 als Musée Alaoui eröffnet. Den heutigen Namen erhielt das Museum nach der im Jahre 1956 erfolgten Unabhängigkeit des Landes.

### Attentat 2015
Am 18. März 2015 wurden das Bardo-Museum und das benachbarte tunesische Parlament Ziel eines Anschlags mit mehreren Toten.

## Abteilungen
Das Museum enthält 30 auf drei Stockwerke verteilte Räume und bietet einen weit gefassten historisch-künstlerischen Überblick, der von der Frühgeschichte bis zur punischen, griechischen, römischen, frühchristlichen und arabischen Epoche reicht. Der Schwerpunkt der Exponate liegt auf der römischen Kunst unter anderem der Altar der Gens Augusta und insbesondere auf Mosaiken, von denen etwa tausend gezeigt werden, von großflächigen Fußbodendekorationen bis hin zu Porträts und kleinteiligen Darstellungen.

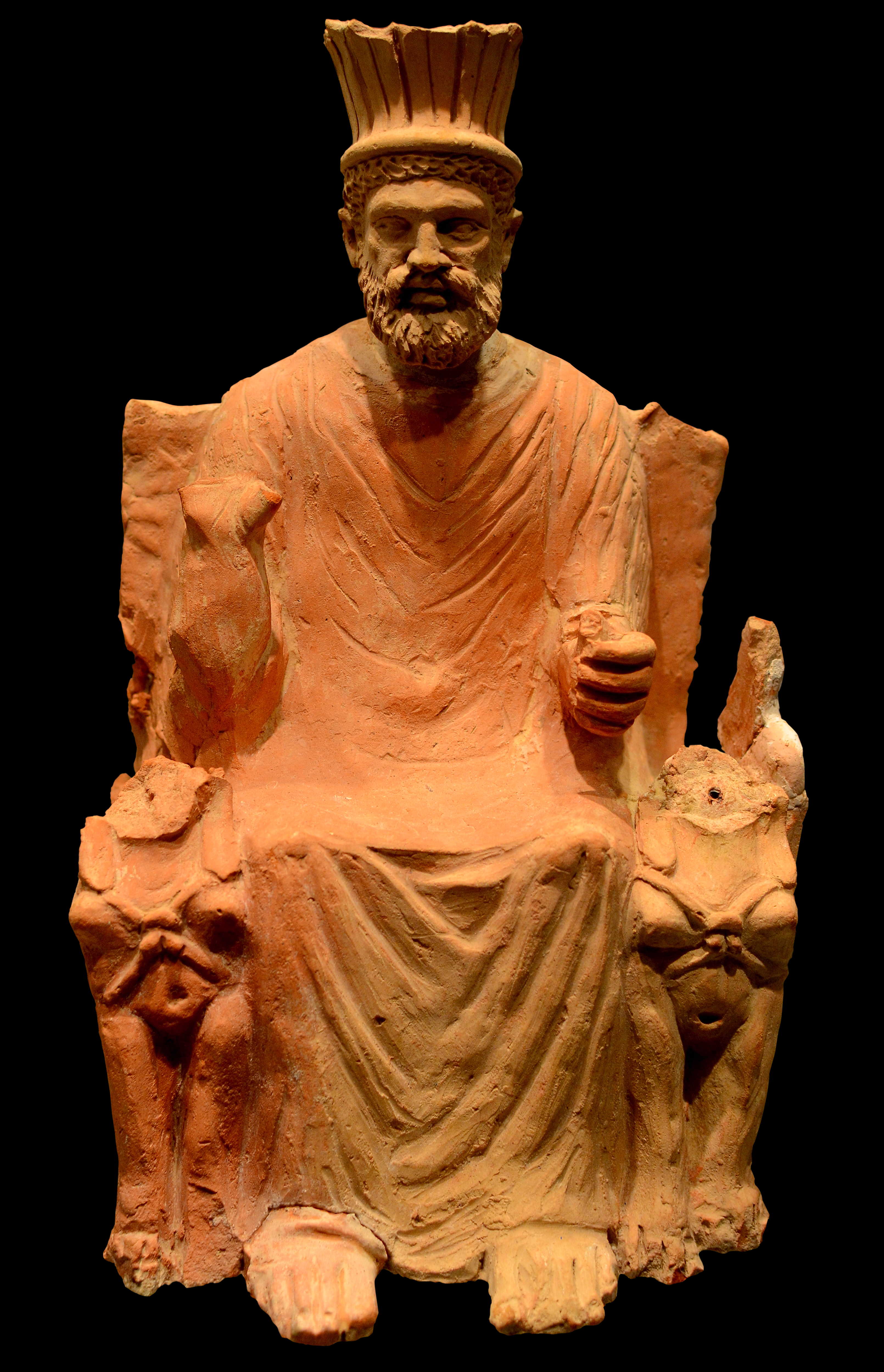
Terracotta-Figur von Baal-Hammon
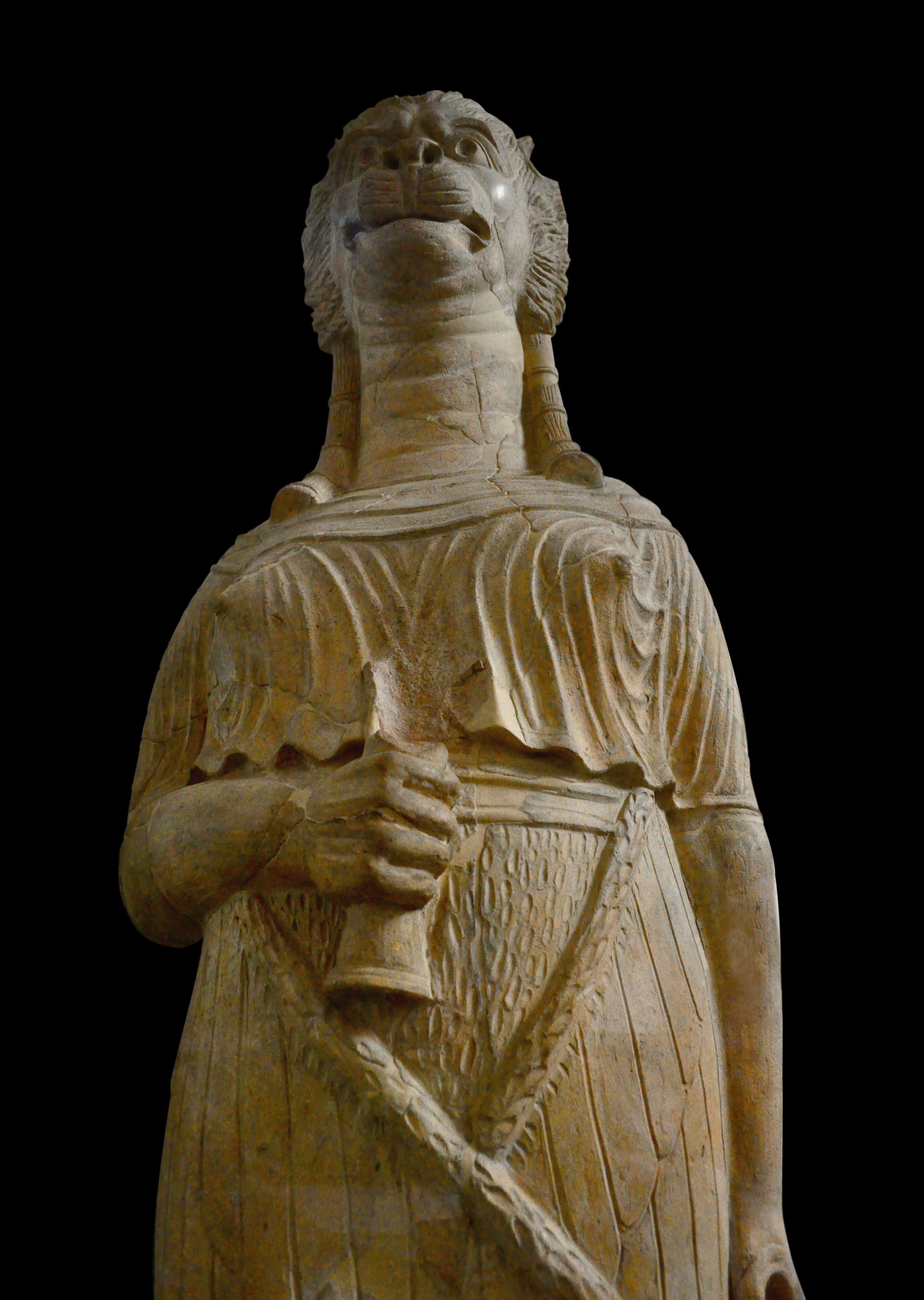
Tanit-Figur mit Löwenkopf
Karthagische Frau
Tote Singvögel
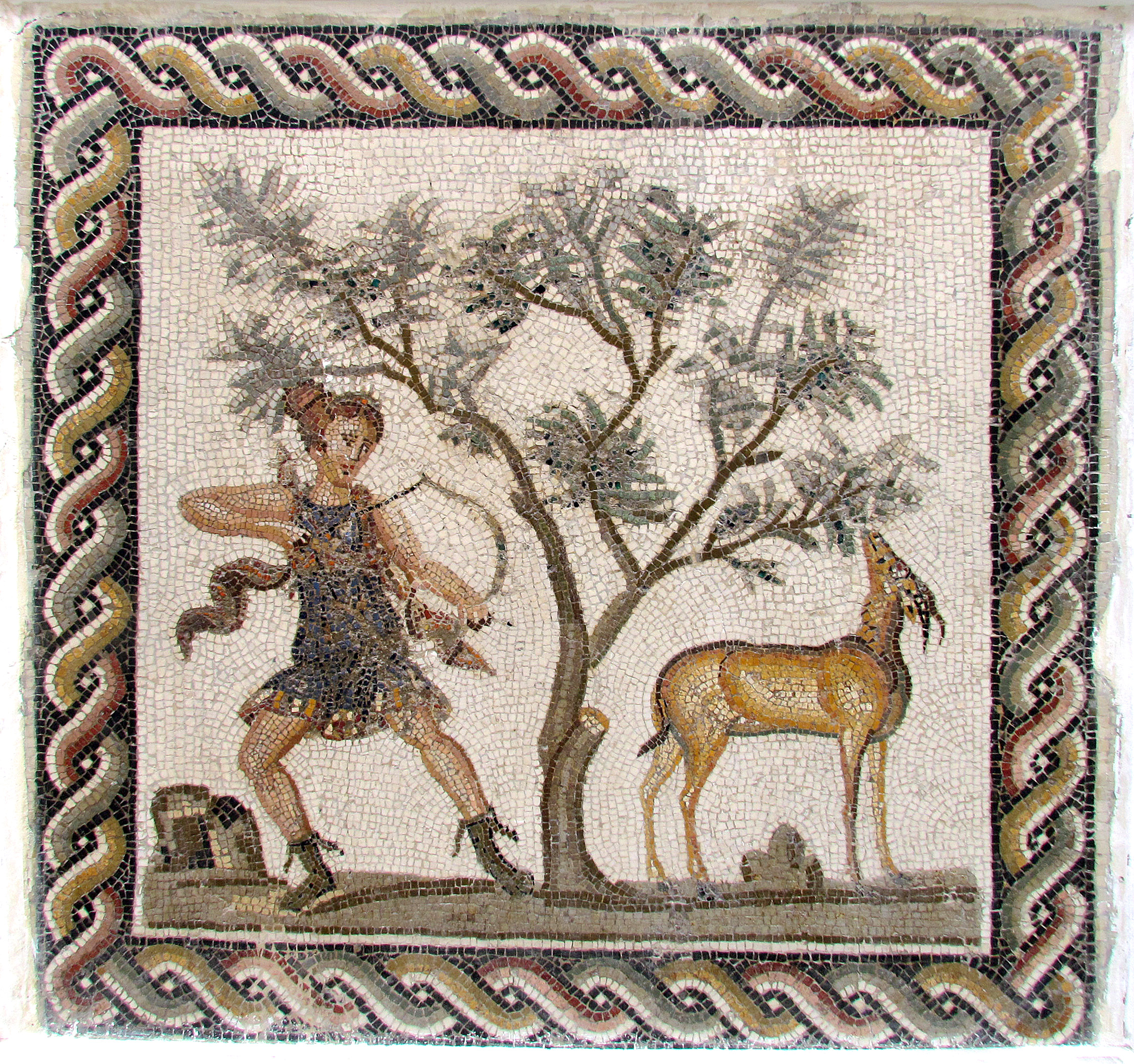
Diana und Hirschkuh
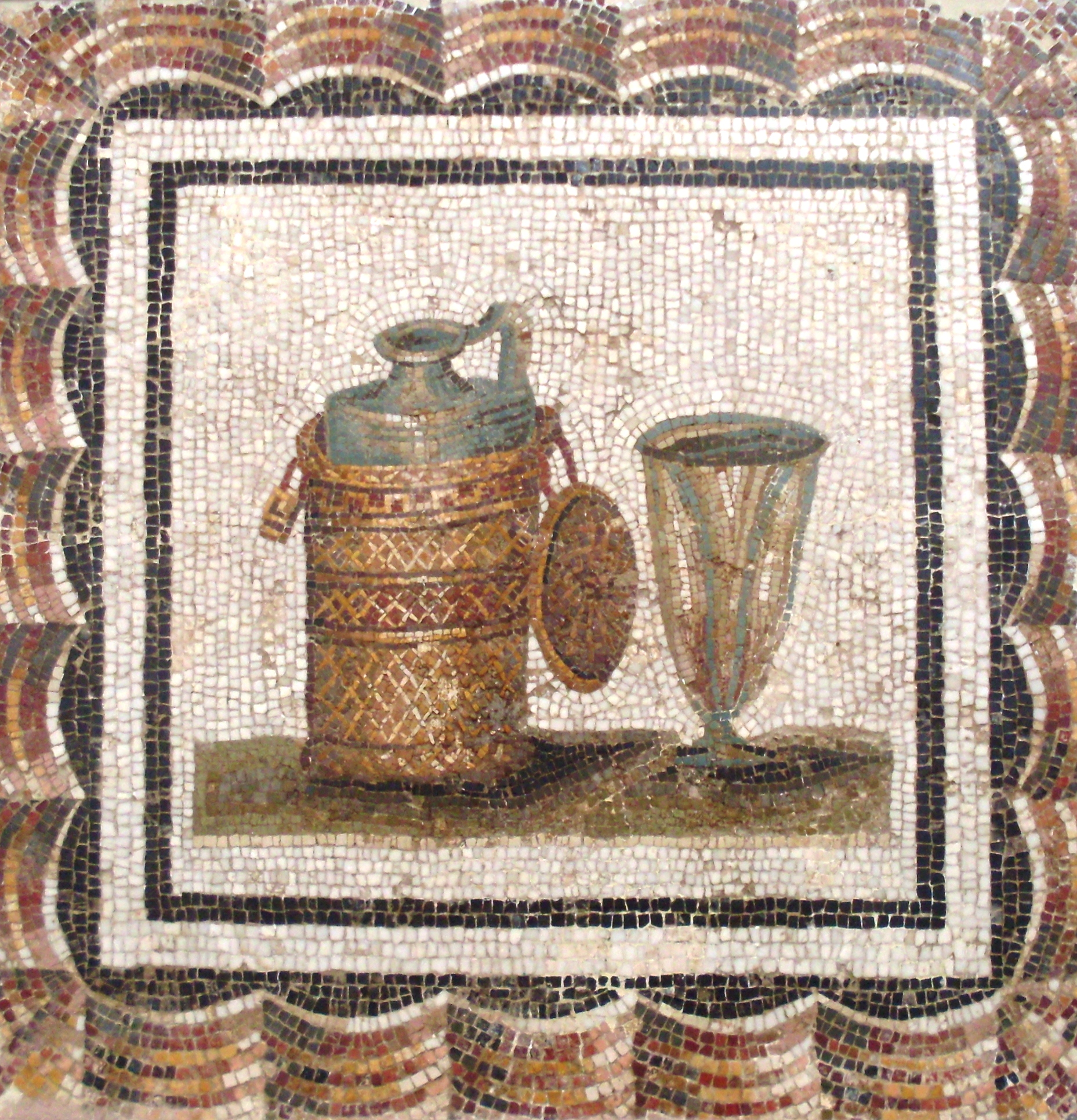
Stillleben
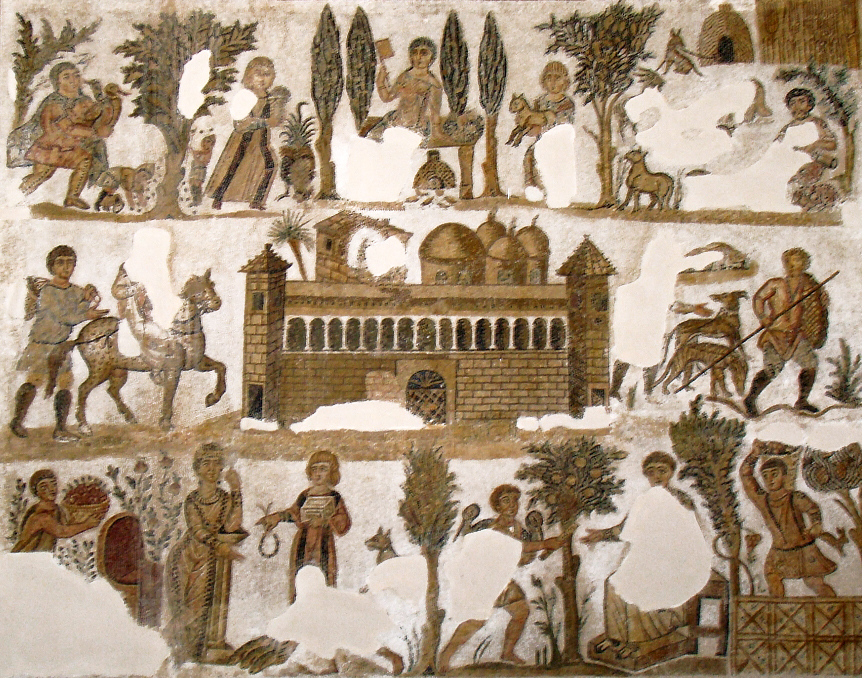
Dominus-Julius-Mosaik